# Сойка звичайна
Сойка звичайна (Garrulus glandarius) — лісовий птах родини воронових. В Україні осілий, кочовий вид.

## Опис
Довжина тіла близько 34 см, довжина крила 15—17 см, вага 147—196 г. Статевий диморфізм не виражений. У дорослого птаха підвиду glandarius оперення рудувато-буре; на білуватому лобі і рудуватому тім'ї чорні риски; на голові в разі збудження настовбурчується невеликий «чуб»; «вуса» чорні; надхвістя та підхвістя білі; майже всі верхні покривні пера крил блакитні, з чорними смужками; першорядні махові пера чорно-бурі, другорядні — чорні, з білою основою; хвіст чорно-бурий; дзьоб сірувато-чорний; ноги світло-бурі; у кримського підвиду iphigenia тім'я чорне; груди і черево сіруваті. Молодий птах дещо тьмяніший; «чуб» відсутній.

## Ареал
Сойка поширена майже по всій Європі, в Північній Африці, Малій Азії, на Кавказі, у Північному Ірані, південній частині Сибіру, на Сахаліні, в Кореї, Китаї та Японії.
В Україні — осілий птах Полісся, Лісостепу, Карпат і Криму; в час зимових мандрівок залітає і в степові райони.

## Місця проживання
Сойка переважно мешканець лісів, селиться у всіх його типах, віддаючи перевагу старим деревам. Також її можна зустріти в посадках та у старих парках.

## Розмноження
Вже у квітні сойки починають будівництво гнізда на листяному або хвойному дереві у яке самиця відкладає 5—8 яєць. Висиджують яйця як самець так і самиця протягом 16—17 діб. Через три тижні пташенята покидають гніздо.

## Живлення
Сойка живиться рослинною та тваринною їжею. Останньою, особливо при годуванні пташенят, можуть бути безхребетні та хребетні, наприклад полівки, дрібні птахи тощо. Сойка вважається одним з найбільших ворогів дрібних птахів, вона розоряє їхні гнізда, випиває яйця та викрадає пташенят. З часом в її раціоні з'являється дедалі більше рослинної їжі, це жолуді, букові та лісові горіхи а також різноманітні ягоди. Восени полює на ос. Коли дозрівають жолуді, сойка запасає їх на зиму. Набравши їх повний дзьоб, вона відлітає подалі від дуба і ховає під мох, опале листя чи хвою. Взимку сойка викопує жолуді з-під снігу і споживає їх. Але про деякі сховища вона забуває. Жолуді лежать там до весни, а потім з них виростають молоді дубки.

## Поведінка
В природі сойка уникає відкритих місць, більше полюбляє перельоти з крони на крону. По землі пересувається невпевненими стрибками, тому внизу довго не затримується.
Має здатність переймати звуки інших птахів (іноді і ссавців). Також сойка відіграє роль «поліцейського лісів»: вона завжди на сторожі, своїм скрипучим голосом подає знак лісовим мешканцям про появу людини набагато раніше, ніж людина її помітить.
Розумові здібності сойок виходять за рамки інстинкту. Коли їх узяти з гнізда ще не облітаними, пташенята швидко звикають до людей і при наполегливому вишколі можуть заговорити, як папуги.

## Галерея

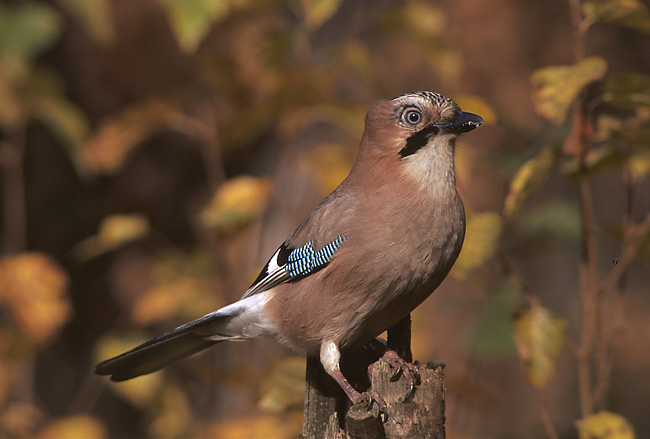
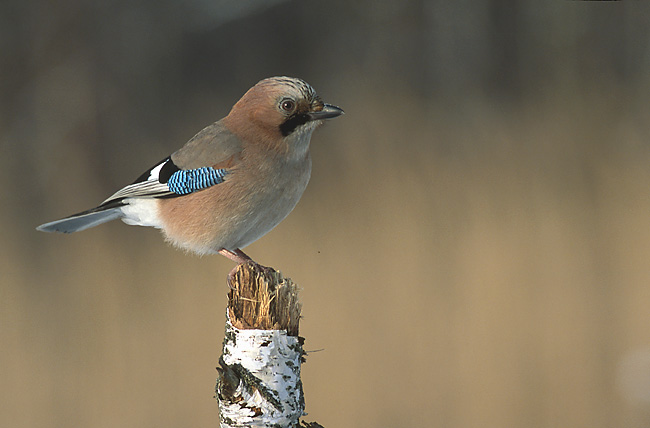
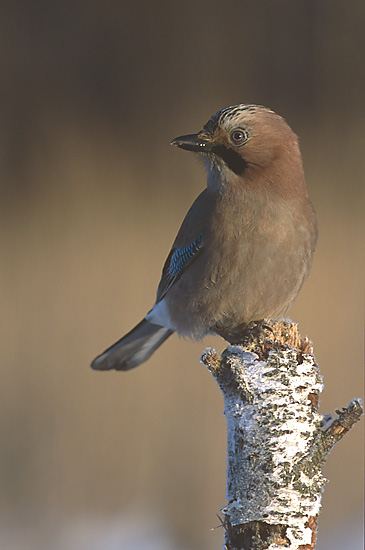
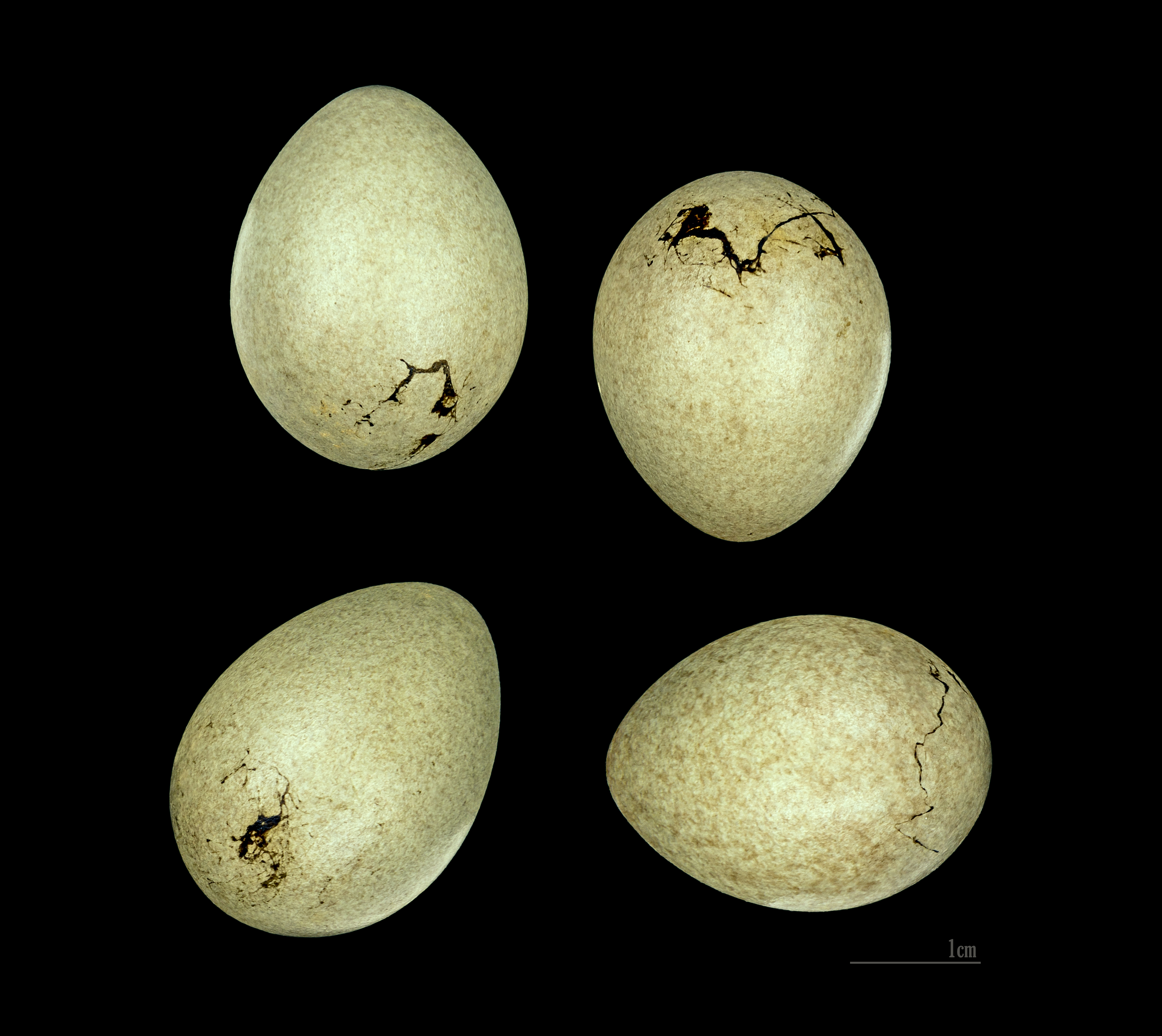
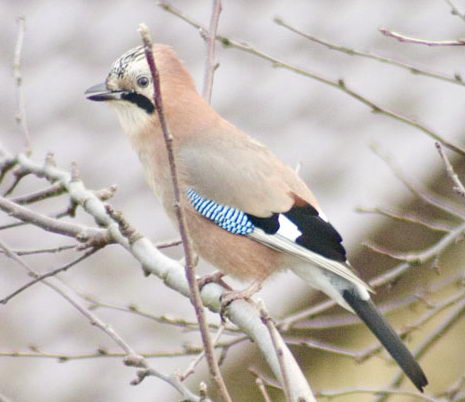
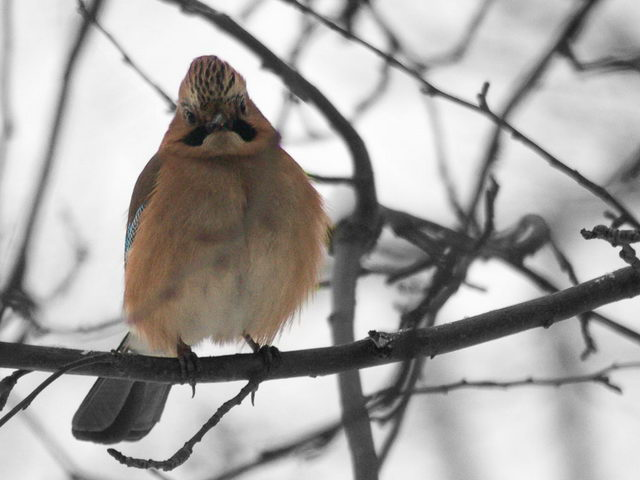
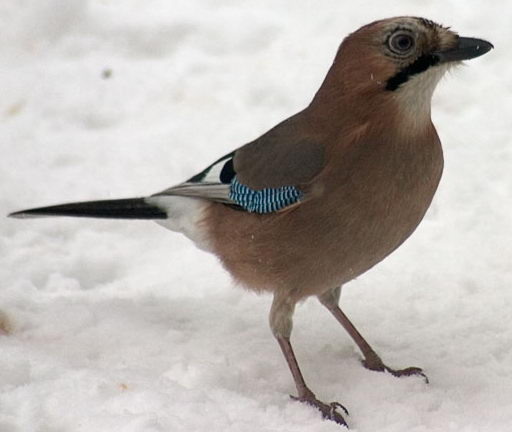
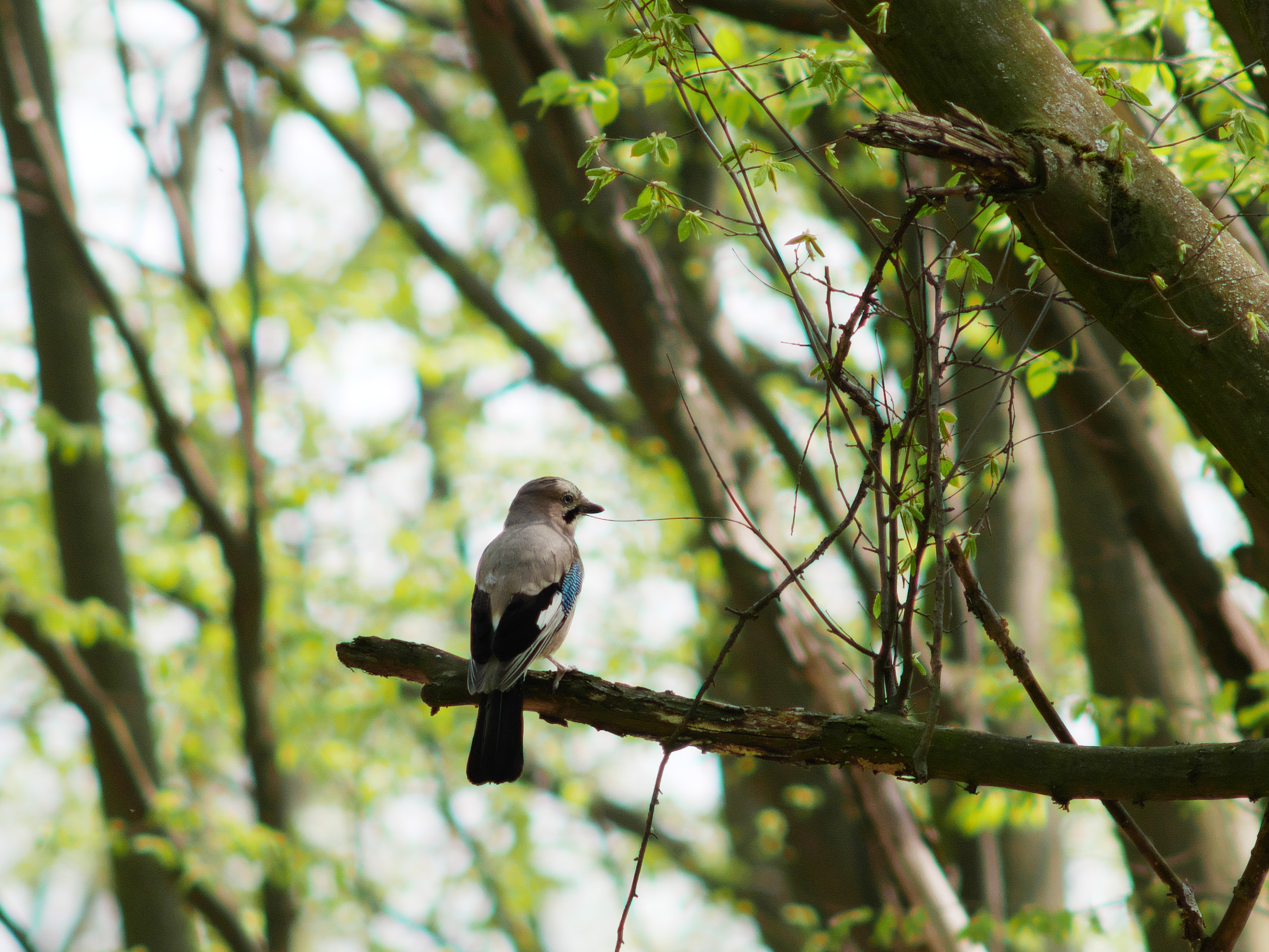
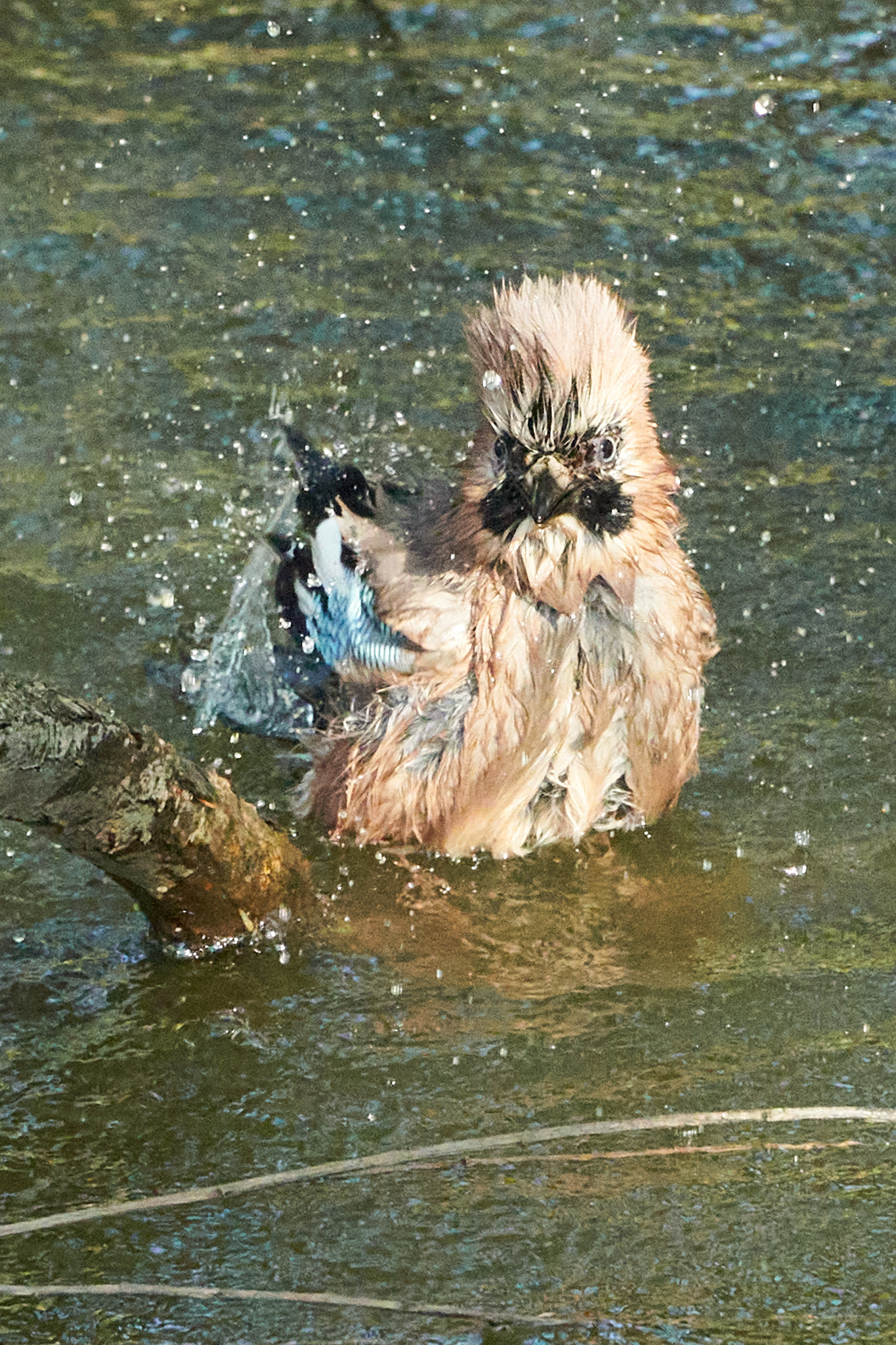
Сойка купається в ставку. Софіївський дендропарк. Умань

| Птах | Це незавершена стаття з орнітології. Ви можете допомогти проєкту, виправивши або дописавши її. |